# Vicenta García Moreno
Vicenta García Moreno (Canillas (Madrid), 1915 - Pierrefitte-Nestalas (Alts Pirineus, França 2002) fou una militant del PSOE antifranquista i sindicalista i exiliada espanyola. Filla de Vicente García García (nascut a Acebeda, Madrid, el 1875) i de Juliana Moreno Ruiz (originària de la mateixa vila el 1881). En acabar la Guerra Civil espanyola fou condemnada a trenta anys de presó en un Consell de Guerra sumaríssim, sota l'acusació d'adhesió a la rebel·lió militar (1943). Després de passar per les presons de Ventas (Madrid) i la central de dones de Segòvia obtingué la llibertat definitiva el 1947. Casada amb Rafael Mota Ortega, natural d'Alcalá de Henares (nascut el 1905), afiliat al Partit Socialista Obrer Espanyol i a la Unió General de Treballadors, policia i tinent d'alcalde de l'Ajuntament de Canillas durant la guerra. Fou sotmès a judici sumaríssim, acusat d'haver tingut un paper destacat en la violència a la rereguarda republicana, condemnat a mort i executat en companyia del seu germà el 1944. Vicenta García Moreno, exiliada a França després del seu alliberament, va contraure segones núpcies el 1950 amb Juan Recio Carrasco (Santa Cruz de Retamar, Toledo, 1919-1959), exiliat que treballà per a la Société des Phosphats Tunisiens. S'establí al municipi de Pierrefitte-Nestalas i obtingué la condició de refugiada política.
El seu fons personal es conserva a l'Arxiu Nacional de Catalunya. El fons integra la documentació aplegada i produïda per Vicenta García Moreno com a resultat de la seva activitat personal, així com de diversos membres de la seva família. Hi conserva correspondència des de la presó i els certificats d'indult i alliberament, així com la carta de refugiada rebuda de l'Oficina francesa de protecció dels refugiats i apàtrides. Inclou també documentació dels seus dos marits: certificats del Judici Sumaríssim i de l'execució de Rafael Mota Ortega i cartes de refugiat i permís de treball de Juan Recio Carrasco. Finalment, aplega la documentació legal de l'exili dels seus pares i la carta d'identitat d'oficial de la resistència francesa del seu germà Félix. El fons facilita una aproximació a les peripècies personals i familiars d'una experiència particular de la repressió i l'exili republicà.